# 菲耶爾
菲耶爾（挪威語：Fjell）是挪威的已撤销的市镇，位於原霍達蘭郡。